# Miguel López Míguez
Miguel López Míguez (Barcelona, Cataluña, España, 18 de enero de 1998)conocido deportivamente como Miguel López, es un futbolista español que juega como pivote. Actualmente forma parte de la Unió Esportiva Santa Coloma de la Primera División de Andorra.

## Trayectoria deportiva
Comenzó formándose desde temprana edad en diferentes clubes base de Cataluña. En primera instancia en CF Bufalá, pasando más tarde por CE Sant Gabriel y CF Sistrells. En etapa juvenil estuvo en clubes como Club Deportiu Masnou o Club Esportiu Mataró Escola de Futbol de Liga Nacional Juvenil de España para finalizar su etapa base en el combinado U19 de la Fundació Esportiva Grama.
En la temporada 2017/2018 promociona al primer equipo senior de la Fundació Esportiva Gramacon quien se proclamó campeón de liga y logrando ese año el ascenso a Tercera División de España.
Para la campaña 2018/2019 comienza ingresando en las filas de la Unió Esportiva Rubí y más tarde, ese mismo año, recaló en el Club de Futbol Mollet Unió Esportiva con el que logra el ascenso a Primera Catalana perteneciendo a esta última entidad el curso siguiente en la categoría alcanzada.
En la temporada 2020/2021 ficha en la Unió Esportiva Vilassar de Mar para competir en la Tercera División de España disputando 14 encuentros oficiales y donde finalizando la temporada en quinta posición el equipo participó en la promoción de ascenso a Segunda Federación. 
Fue en la campaña 2021/2022 cuando Miguel firma su primer contrato profesional con el Pogoń Siedlcede la II Liga de Polonia, donde llegó a disputar 19 encuentros oficiales entre liga y la Copa de Polonia, siendo su estreno con el club polaco el 4 de agosto de 2021 en el encuentro ante el Olimpia Elbląg.
Para la temporada 2022/2023 ficha por el Fútbol Club Santa Coloma  de la Primera División de Andorrahaciendo su debut oficial en la competición el 19 de septiembre de 2022, su estancia en el club duró dos campañas en las que disputó 58 encuentros entre liga, Copa Constitució en la que se proclamó como subcampeón, además de en competición europea de la UEFA Conference League alcanzando hasta la tercera ronda cuando se enfrentaron al AZ Alkmaarde la Eredivisie.
De cara a la temporada 2024/2025 firma contrato con la Unió Esportiva Santa Colomade la Primera División de Andorra debutando con el equipo el 9 de julio de 2024, en la primera ronda de clasificación de la UEFA Champions Leagueen el encuentro ante KF Ballkani, convirtiéndose posteriormente en el primer equipo andorrano de la historia en alcanzar la segunda ronda de clasificación de la competición europea.

## Carrera deportiva

### Clubes
| Club                        | País    | Año               |
| --------------------------- | ------- | ----------------- |
| CE Mataró U19               | España  | 2016 - 2017       |
| EF Grama                    | España  | 2017 - 2018       |
| Unió Esportiva Rubí         | España  | 2018 - 2019       |
| CF Mollet UE                | España  | 2019 – 2020       |
| UE Vilassar de Mar          | España  | 2020 – 2021       |
| Pogoń Siedlce               | Polonia | 2021-2022         |
| Fútbol Club Santa Coloma    | Andorra | 2022 – 2024       |
| Unió Esportiva Santa Coloma | Andorra | 2024 - Actualidad |